# Xã Spring Garden, Quận York, Pennsylvania
Xã Spring Garden (tiếng Anh: Spring Garden Township) là một xã thuộc quận York, tiểu bang Pennsylvania, Hoa Kỳ. Năm 2010, dân số của xã này là 12.578 người.